# Г. М. Димитров (станція метро)
Г. М. Димитров (болг. Г. М. Димитров) — спільна станція Першої та Четвертої ліній Софійського метрополітену. Була відкрита 8 травня 2009.
Після ст. «Жоліо Кюри» траса метро виходить на поверхню і через естакаду підходить до станції «Г. М. Димитров». Вся наземна частина покрита полікарбонатовим покриттям. Безпосередньо біля станції тунель йде під землю, де розташована сама станція. Станція має два наземних вестибюля. Обслуговує житлові райони «Мусагеница», «Діанабад», а також студентське містечко. Передбачається, що в години пік через станцію прямуватимуть 25 000 пасажирів.
Станція підземна, мілкого закладення, довжина платформи 102 м.
За кількасот метрів на північний схід від станції розташований музей соціалістичного мистецтва.
Станція названа на честь болгарського політичного діяча, лідера землеробської спілки Георгія Михова Димитрова. Щоб не плутати ім'я землеробського лідера з комуністом Георгієм Михайловим Димитровим, ім'я землероба вимовляється болгарською таким чином: Ге Ме Димитров.

## Ресурси Інтернету
- Станція Г. М. Димитров на сайті Софійського метрополітену (болг.)